# Gwent County League
Gwent County League (còn có tên là Autocentres Gwent County FA League vì lý do tài trợ) là một giải đấu bóng đá ở South Wales, gồm 3 hạng đấu, là Hạng Nhất, Nhì, và Ba. Hạng Nhất là hạng dưới của Welsh Football League Hạng Ba, và vì vậy nằm ở Cấp độ 5 trong hệ thống bóng đá Wales.
Giải đấu được thành lập năm 1980 từ sự hợp nhất của Monmouthshire Senior League và Gwent Premier League.

## Đội bóng mùa giải 2016–17
| Hạng Nhất             | Hạng Nhì                | Hạng Ba               |
| --------------------- | ----------------------- | --------------------- |
| AC Pontymister        | Abertillery Excelsiors  | Brynmawr              |
| Abercarn United       | Clydach Wasps           | Caldicot Castle       |
| Abertillery Bluebirds | Cwm                     | Cefn Fforest          |
| Albion Rovers         | Fairfield United        | Coed Eva Athletic     |
| Blaenavon Blues       | FC Tredegar             | Crickhowell           |
| Cwmbran Town          | Llanhilleth Athletic    | Machen                |
| Cwmffrwdoer Sports    | Lucas Cwmbran           | Mardy                 |
| Lliswerry             | Mathern                 | Nantyglo              |
| Malpas United         | New Inn                 | Ponthir               |
| Marshfield            | Pentwynmawr Athletic    | Race                  |
| Neuadd Wen            | Pill                    | Rhymney               |
| Newport Civil Service | Villa Dino Christchurch | Rogerstone            |
| Newport Corinthians   | Wattsville              | Severn Tunnel NP      |
| Newport Y.M.C.A.      | Ynysddu Welfare         | Sudbrook Cricket Club |
| P.I.L.C.S.            |                         | West of St Julian's   |
| RTB Ebbw Vale         |                         |                       |

## Các đội vô địch trước đây
| Mùa giải | Hạng Nhất             | Hạng Nhì              | Hạng Ba                 |
| -------- | --------------------- | --------------------- | ----------------------- |
| 1990–91  | Albion Rovers         | Cefn Fforest          | Trethomas Rangers       |
| 1991–92  | Treowen Stars         | Chepstow Town         | South Wales Switchgear  |
| 1992–93  | Albion Rovers         | Tredegar Town         | Newbridge Town          |
| 1993–94  | Cwmtillery            | R T B Ebbw Vale       | Lucas Cwmbran           |
| 1994–95  | Croesyceiliog         | Tredegar Town         | Abercarn Town           |
| 1995–96  | Pill                  | Monmouth Town         | Girling Pontypool       |
| 1996–97  | Chepstow Town         | Girling Pontypool     | Mardy                   |
| 1997–98  | Tredegar Town         | Cefn Fforest          | Cromwell Youth          |
| 1998–99  | Spencer Youth & Boys  | Abertillery Town      | West Pontnewydd         |
| 1999–00  | Spencer Youth & Boys  | Clydach Wasps         | Llanhilleth Athletic    |
| 2000–01  | Spencer Youth & Boys  | Trinant               | Pentwynmawr Athletic    |
| 2001–02  | Croesyceiliog         | Goytre                | Greenmeadow             |
| 2002–03  | Aberbargoed Buds      | Garnlyndan Athletic   | Cwmffrwdoer Sports      |
| 2003–04  | Croesyceiliog         | Coed Eva Athletic     | Race                    |
| 2004–05  | Clydach Wasps         | Cwmffrwdoer Sports    | Rogerstone Welfare      |
| 2005–06  | Aberbargoed Buds      | Monmouth Town         | Trethomas Bluebirds     |
| 2006–07  | Newport Civil Service | Abertillery Bluebirds | Fairfield United        |
| 2007–08  | Newport Civil Service | Pentwynmawr Athletic  | Govilon                 |
| 2008–09  | Abertillery Bluebirds | Govilon               | A.C. Pontymister        |
| 2009–10  | Treowen Stars         | A.C. Pontymister      | Fleur-De-Lys Welfare    |
| 2010–11  | Undy Athletic         | Fleur-De-Lys Welfare  | Pill                    |
| 2011–12  | Chepstow Town         | Pill                  | Tredegar Athletic       |
| 2012–13  | Lliswerry             | Newport Corinthians   | Ynysddu Crusaders       |
| 2013–14  | Pill                  | Cwmffrwdoer Sports    | Sebastopol              |
| 2014–15  | Albion Rovers         | Cromwell              | Ponthir                 |
| 2015–16  | Trethomas Bluebirds   | RTB Ebbw Vale         | Villa Dino Christchurch |